# Neanastatus divinus
Neanastatus divinus är en stekelart som beskrevs av Girault 1922. Neanastatus divinus ingår i släktet Neanastatus och familjen hoppglanssteklar. Inga underarter finns listade i Catalogue of Life.